# 安積荒井本町
安積荒井本町（あさかあらいもとまち）は、福島県郡山市に所在する町丁である。郵便番号は963-0116。

## 地理
郡山市南部の行政区である安積町に属する。北で安積町荒井（飛地）、東で南、南で安積、南東で安積町笹川（飛地）、西で安積荒井とそれぞれ隣接する。荒井北井土地区画整理事業が実施された区域のうち一級市道29号荒井長者線、郡山南インター線以東にて換地処分により安積町荒井から分離新設された範囲である。阿武隈川水系笹原川左岸に位置し、住宅街が立ち並ぶほか、東端を縦断する福島県道17号郡山停車場線（旧国道4号）に沿いロードサイド店が立ち並ぶ。久留米三丁目に所在する郡山警察署久留米交番、および安積二丁目に所在する郡山消防署安積分署がそれぞれ管轄にあたる。

### 河川・湖沼
一級水系阿武隈川水系
- 笹原川

## 沿革
- 2018年6月30日 - 荒井北井土地区画整理事業の換地処分により安積町荒井より分離新設される[要出典]。

## 世帯数と人口
2024年1月1日現在の世帯数と人口は以下の通りである。
| 町丁         | 世帯数  | 人口  |
| ------------ | ------- | ----- |
| 安積荒井本町 | 422世帯 | 896人 |

## 小・中学校の学区
市立小・中学校に通う場合、学区は以下の通りとなる。
| 番地 | 小学校                 | 中学校             |
| ---- | ---------------------- | ------------------ |
| 全域 | 郡山市立安積第一小学校 | 郡山市立安積中学校 |

## 交通

### 道路
- 福島県道17号郡山停車場線（旧国道4号）
- 一級市道27号笹川多田野線（郡山南インター線）
  - 新栄橋
- 一級市道29号荒井長者線

## 施設等
- 郡山市立安積第一小学校
- マクドナルド 郡山安積店
- シダックス 郡山安積クラブ
- トレジャーファクトリー 郡山安積店
- アサカゴルフパーク
- 神明公園